# (3757) Anagolay
(3757) Anagolay (désignation provisoire 1982 XB) est un astéroïde géocroiseur, d'environ 0,5 kilomètre de diamètre, qui décrit une révolution autour du Soleil en 2½ années environ. Il fut découvert par Eleanor Francis Helin à l'observatoire Palomar le 14 décembre 1982. C'est un astéroïde de type S, ce qui signifie qu'il possède une composition silicatée (rocheuse). Il est classé comme astéroïde Amor et aréocroiseur et considéré comme potentiellement dangereux.
Il est nommé d'après Anagolay de la mythologie tagalog.